# Pointe-Noire (Republika Kongo)
Pointe-Noire ("Crna točka" na hrvatskom) grad je u Republici Kongu na obali Atlantskog oceana. Glavno je gospodarsko središte zemlje, s jednom od najrazvijenijih naftnih industrija u centralnoj Africi. Također je poznat po ribarstvu.
Prema popisu iz 2007. godine, Pointe-Noire je imao 711.128 stanovnika, čime je bio drugi grad prema brojnosti u državi.

## Gradovi prijatelji
- Le Havre, Francuska